# Vilarmaior
Vilarmaior è un comune spagnolo di 1 261 abitanti situato nella comunità autonoma della Galizia.